# نساء ليبيريا كتلة العمل من أجل السلام

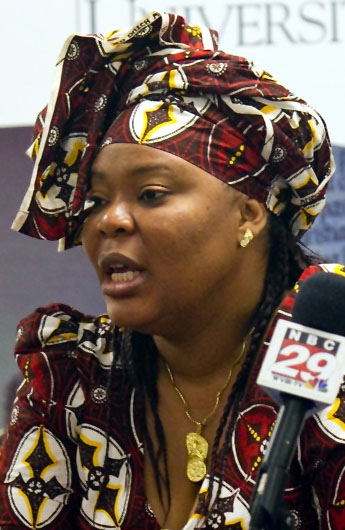
ليما غبوي

نساء ليبيريا كتلة العمل من أجل السلام هي حركة سلام تشغلها النساء في ليبيريا، أفريقيا، تتزعمهن كريستال روه غاودينغ، التي عملت على إنهاء الحرب الأهلية الليبيرية الثانية. نظمته الأخصائيتان الاجتماعيتان ليما غبوي وكومفورت م. فريمان.
بدأت الحركة آلاف النساء المحليات بالقيام بالصلاة والغناء في سوق السمك يومياً لعدة أشهر.

## اتفاقية السلام
في عام 2003 أثناء الحرب الأهلية الليبيرية الثانية، أجبرت نساء ليبيريا كتلة العمل من أجل السلام الرئيس تشارلز تايلور على لقائهن، وانتزعن منه وعداً بحضور محادثات السلام في غانا للتفاوض مع المتمردين من الاتحاد الليبيري من أجل المصالحة والديمقراطية في ليبيريا.
وتوجه وفد من نساء ليبيريا إلى غانا لمواصلة الضغط على الفصائل المتحاربة أثناء عملية السلام.
نظمت الكتلة اعتصاماً خارج القصر الرئاسي، وشكلن قوة سياسية ضد العنف وضد حكومتهن.
وكانت أعمالهن سبباً للاتفاق خلال محادثات السلام المتوقفة. ونتيجةً لذلك، أصبحت النساء قادرات على تحقيق السلام في ليبيريا بعد حرب أهلية استمرت 14 عاما وساعدن بعدها على تنصيب أول رئيسة امرأة للبلاد، إلين جونسون سيرليف.

## الزعماء
نظمت كريستال روه غاودينغ، رئيسة الكنيسة القديس بطرس اللوثرية للمرأة وكومفرت فريمان، الرئيس الوطني لجميع النساء من الكنيسة اللوثرية في ليبيريا ورئيستا كنيستان لوثريتان مختلفتان، وشبكة المرأة في بناء السلام (WIPNET)، وأصدرن بياناً: «في الماضي كنا صامتين، ولكن بعد تعرضهن للقتل والاغتصاب وانتهاك إنسانيتهنَّ، وإصابتهن بالأمراض، ومراقبة أطفالنا وعائلاتنا تدمر، وقد علمتنا الحرب أن المستقبل يكمن في القول» لا للعنف ونعم للسلام«! ونحن لن نتوانى حتى يسود السلام.»
آساتو باه كينيث، مساعد وزير الخارجية للشؤون الإدارية والسلامة العامة التابعة لوزارة العدل في ليبريا، ورئيسة جمعية نساء ليبيريا لتنفيذ القانون في ذلك الوقت، شكلت منظمة المرأة المسلمة في ليبيريا إلى العمل من أجل السلام المستوحاة من مبادرة السلام النسائية المسيحية.
وقد قامت جلبت غبوي وفريمان وكينيث بعمل جماعي، وهو شيء نادر الحدوث في ليبيريا؛ فأصبحت العلاقات أقل توتراً وأكثر انفتاحاً بين المسيحيين والمسلمين في ليبيريا، وتحديداً مونروفيا.
وقد جمعت النساء المسيحيات والنساء المسلمات القوات لخلق نساء ليبيريا كتلة العمل من أجل السلام وكنَّ يرتدين الأبيض، رمزاً للسلام.
ونظراً لقيادتها، تلقت ليما غبوي الاعتراف الدولي، بما في ذلك جائزة جون كينيدي للشجاعة في 2009  وجائزة نوبل للسلام 2011.

## شبكة نساء لأجل الأمن والسلام
منذ اعتماد قرارمجلس الأمن التابع للأمم المتحدة رقم 1325 في عام 2000، انخرطت النساء في إعادة بناء المجتمعات التي مزقتها الحروب، وإعادة العلاقات وتعزيز التماسك الاجتماعي. شبكة نساء لأجل الأمن والسلام هي منظمة أفريقية غير حكومية تقودها النساء، تأسست في غانا في 8 مايو 2006 لتعزيز المشاركة الاستراتيجية للنساء وقيادة الأمن والسلام في أفريقيا.
ليما غبوي هي عضو مؤسس، وشغلت منصب المدير التنفيذي حتى عام 2012. المنظمة لها وجود في غانا ونيجيريا وساحل العاج وليبيريا وسيراليون.

## احتجاجات مماثلة
- في ساحل العاج، قامت آيا فيرجيني توري[10] بتنظيم أكثر من 40,000 امرأة[11] في العديد من الاحتجاجات السلمية[12] في الثورة[13] ضد لوران غباغبو[14] في الحرب الإيفوارية المدنية الثانية. كانت بعضهنَّ ترتدي ملابس باللون الأسود، وبعضهنَّ ترتدي الأوراق، وبعضهنَّ عاريات، كل علامات اللعنة الأفريقية تم توجيهها نحو لوران غباغبو.[15]
- في 23 مارس خلال قمة المجموعة الاقتصادية لدول غرب أفريقيا (إيكواس) في نيجيريا،[16] تم تنظيم مسيرة من ألف امرأة من قبل نشطاء السلام في غرب أفريقيا. كنَّ يرتدينَّ قمصانا بيضاء[16] ويمثل دول غرب أفريقيا بما في ذلك ساحل العاج وغانا وليبيريا ونيجيريا وسيراليون وتوغو. وأصدرن بياناً صحفياً يمثل موقفهن لرؤساء دول الجماعة الاقتصادية.[17]

## نصلي ليعود الشيطان إلى الجحيم
نصلي ليعود الشيطان إلى الجحيم هو فيلم وثائقي من إخراج جيني ريتيكير ومن إنتاج أبيغيل ديزني. الفيلم عرض لأول مرة فيمهرجان تريبيكا السينمائي 2008، حيث فاز بجائزة أفضل فيلم وثائقي. ويوثق الفيلم جهود كتلة العمل من أجل السلام. وقد استخدم الفيلم في كوسيلة للإرشاد في مناطق الصراع، مثل السودان وزيمبابوي، ولتعبئة النساء الأفريقيات للعمل من أجل السلام والأمن.

## وصلات خارجية
- WIPNET
- AllAfrica.com
- United States Institute of Peace
- PeopleBuildingPeace.org
- Women in White
- Pray The Devil Back to Hell - video